# Albanië op het Eurovisiesongfestival 2010
Albanië deed mee aan het Eurovisiesongfestival 2010 in Oslo, Noorwegen. Het was de 7de deelname van het land op het Eurovisiesongfestival. De artiest werd gezocht via het jaarlijkse Festivali i Këngës. RTSH is verantwoordelijk voor de Albanese bijdrage voor de editie van 2010.

## Festivali i Këngës 2009

### Halve finales

#### Eerste halve finale

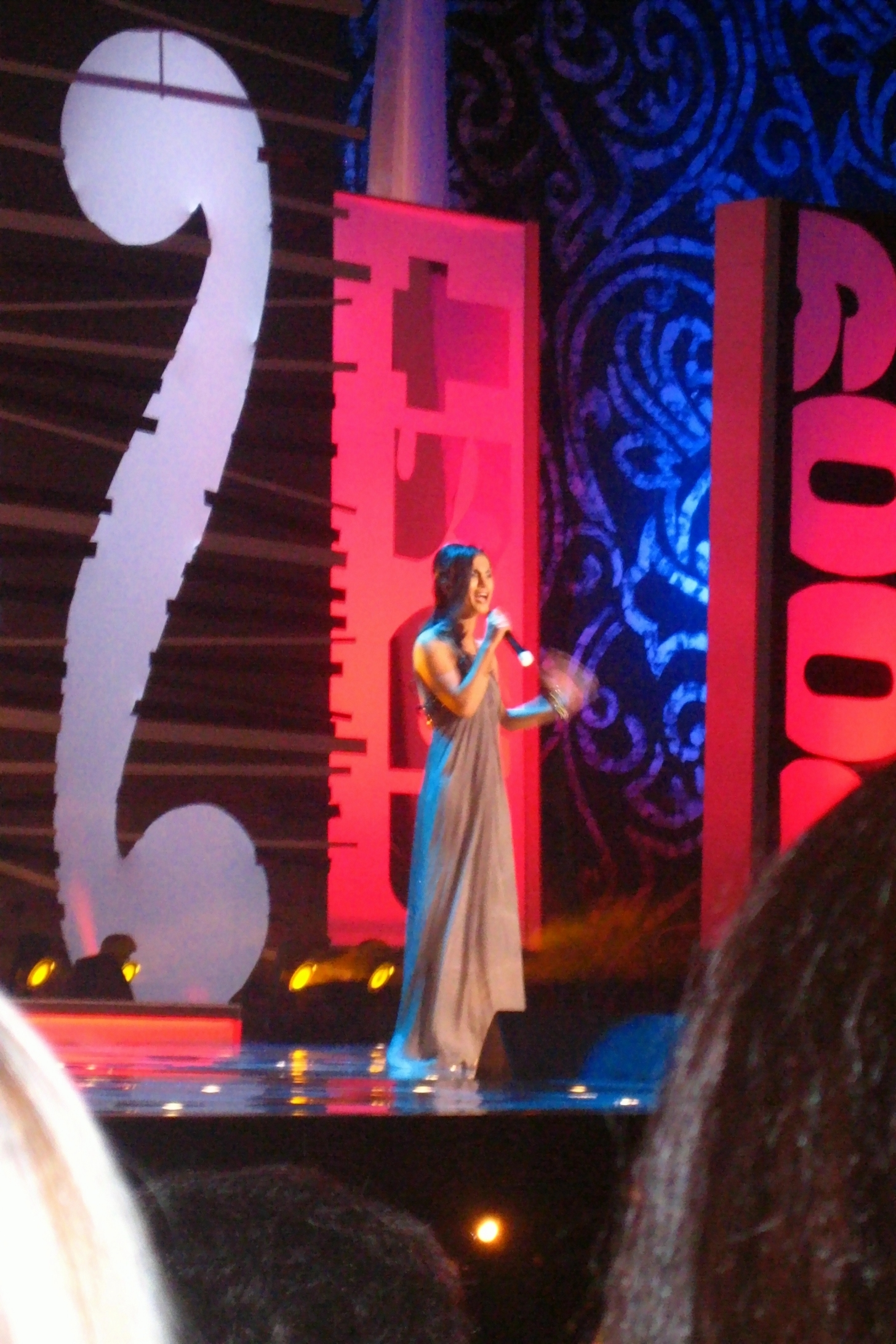
Performance van Anjeza Shahini

| Startplaats | Artiest                       | Lied                        | Composer                                  |
| ----------- | ----------------------------- | --------------------------- | ----------------------------------------- |
| 1           | Anjeza Shahini                | "Në pasqyrë"                | Sokol Marsi, Sokol Marsi & Jorgo Papingji |
| 2           | Teuta Kurti                   | "Mall i pashuar"            | Faton Dolaku, Pleurat Kurti               |
| 3           | Claudio La Regina             | "Ave Maria"                 | Scaravaglione                             |
| 4           | Kamela Islami                 | "Gjëra të thjeshta"         | Kristi Popa, Florion Zyko                 |
| 5           | Bojken Lako & Banda Adriatica | "Love Love Love"            | Bojken Lako                               |
| 6           | Pirro Çako                    | "Një tjetër jetë"           | Pirro Çako, Ardit Gjebrea                 |
| 7           | Dorina Garuci                 | "Sekreti i dashurisë"       | Klodian Qafoku, Arben Duka                |
| 8           | Juliana Pasha                 | "Nuk mundem pa ty"          | Ardit Gjebrea, Pirro Çako                 |
| 9           | Denisa Macaj                  | "Aria"                      | Adrian Hila, Pandi Laço                   |
| 10          | Erga Halilaj                  | "Party"                     | Dorian Nini, Adrian Nini                  |
| 11          | Era Rusi                      | "Fjalë dhe gjunjë"          | Arsen Nasi, Pandi Laço                    |
| 12          | Flaka Krelani                 | "Le të bëhet çfarë të dojë" | Edmond Zhulali, Jorgo Papingji            |
| 13          | Mariza Ikonomi                | "Vazhdoj këndoj"            | Mariza Ikonomi                            |
| 14          | Erti Hizmo & Lindita Halimi   | "Nuk të dorëzohem"          | Gent Myftaraj, Pandi Laço                 |
| 15          | Guximtar Rushani              | "Gëzuar"                    | Agim Poshka, Olsa Maze                    |
| 16          | Stefi & Endri Prifti          | "U dogja mrekullisht"       | Stefi Prifti, Marina Prifti               |
| 17          | Rovena Dilo                   | "Përtej kohës"              | Endri Sina, Rovena Dilo                   |
| 18          | Kejsi Tola                    | "Ndonjëherë"                | Voltan Prodani, Timo Flloko               |

#### Tweede halve finale
| Startplaats | Artiest                          | Lied                        | Composer                      |
| ----------- | -------------------------------- | --------------------------- | ----------------------------- |
| 1           | Stefan Marena                    | "Retë s'na ndajnë"          | Roland Guli, Meri Guli        |
| 2           | Brikena Asa                      | "Sa dua unë"                | Gjergj Jorgaqi                |
| 3           | Onanta Spahiu                    | "Dashurisë i erdhi vjeshta" | Renuar Nimani, Arjan Kadare   |
| 4           | Jona Koleci                      | "Stinë dashurië"            | Mark Luli, Olda Toqi          |
| 5           | Nazmie Selimi                    | "Mendohu dhe njëherë"       | Alfred Kaçinari               |
| 6           | Goldi Halili                     | "Tirana Brodway"            | Agim Krajka, Goldi Halili     |
| 7           | Iris Hoxha                       | "Zërin tim ta ndjesh"       | Edmond Rrapi, Ledi Shqiponja  |
| 8           | Supernova                        | "Gabimi"                    | Briz Musaraj, Arjan Aliko     |
| 9           | Ardita Tusha                     | "Je larg"                   | Edmond Mancaku                |
| 10          | Selina Prelaj                    | "Të dy e dimë"              | Selina Prelaj, Agim Doçi      |
| 11          | Vitmar Basha                     | "Një tjetër jetë"           | Vitmar Basha                  |
| 12          | Lutus                            | "Botë pa sy"                | Endrit Shani, Kristi Ndrio    |
| 13          | Kelly                            | "Ajo"                       | Florian Carkanj               |
| 14          | Dorina Toçi                      | "Një fjalë të ngrohtë"      | Petrit Tërkuçi, Demir Gjergji |
| 15          | Borana Kalemi                    | "Ti"                        | Borana Kalemi, Anila Jole     |
| 16          | Amanda Ujkaj & Violeta Lulgjuraj | "Vitet më të bukura"        | Luigj Dedvukaj, Sokol Marci   |
| 17          | Yje të panjohur                  | "Si dy të huaj"             | Florian Zyka                  |
| 18          | Çlirim Leka                      | "Nëna ime"                  | Çlirim Leka                   |

#### Derde halve finale
| Startplaats | Artiest                                    | Lied                        | Composer                                  |
| ----------- | ------------------------------------------ | --------------------------- | ----------------------------------------- |
| 1           | Iris Hoxha & Kelly                         | "Zërin tim ta ndjesh"       | Edmond Rrapi, Ledi Shqiponja              |
| 2           | Guximtar Rushani & Agim Poshka             | "Gëzuar"                    | Agim Poshka, Olsa Maze                    |
| 3           | Era Rusi & Julian Bulku                    | "Fjalë dhe gjunjë"          | Arsen Nasi, Pandi Laço                    |
| 4           | Goldi Halili & Aleksander Gjoka            | "Tirana Brodway"            | Agim Krajka, Goldi Halili                 |
| 5           | Erti Hizmo, Lindita Halimi & Redon Makashi | "Nuk të dorëzohem"          | Gent Myftaraj, Pandi Laço                 |
| 6           | Mariza Ikonomi & Vedat Ademi               | "La, la, la"                | Mariza Ikonomi                            |
| 7           | Kejsi Tola & Voltan Prodani                | "Ndonjëherë"                | Voltan Prodani, Timo Flloko               |
| 8           | Claudio La Regina & Franco Scaravaglione   | "Ave Maria"                 | Scaravaglione                             |
| 9           | Erga Halilaj, Adrian Nini & Ronela Hajati  | "Party"                     | Dorian Nini, Adrian Nini                  |
| 10          | Teuta Kurti & Malda Susuri                 | "Mall i pashuar"            | Faton Dolaku, Pleurat Kurti               |
| 11          | Dorina Garuci & Dr. Flori                  | "Sekreti i dashurisë"       | Klodian Qafoku, Arben Duka                |
| 12          | Bojken Lako, Banda Adriatica & Ajkuna      | "Love Love Love"            | Bojken Lako                               |
| 13          | Rovena Dilo & Eranda Libohova              | "Përtej kohës"              | Rovena Dilo                               |
| 14          | Pirro Çako, Rosela Gjylbegu & Eliza Hoxha  | "Një tjetër jetë"           | Pirro Çako, Ardit Gjebrea                 |
| 15          | Denisa Macaj & Olta Boka                   | "Aria"                      | Adrian Hila, Pandi Laço                   |
| 16          | Stefi Prifti, Endri Prifti & Burn          | "U dogja mrekullisht"       | Stefi Prifti, Marina Prifti               |
| 17          | Juliana Pasha & Soni Malaj                 | "Nuk mundem pa ty"          | Ardit Gjebrea, Ardit Gjebrea & Pirro Çako |
| 18          | Anjeza Shahini & Eneida Tarifa             | "Në pasqyrë"                | Sokol Marsi, Sokol Marsi & Jorgo Papingji |
| 19          | Kamela Islami & Kristi Popa                | "Gjëra të thjeshta"         | Kristi Popa, Florion Zyko                 |
| 20          | Flaka Krelani & Jonida Maliqi              | "Le të bëhet çfarë të dojë" | Edmond Zhulali, Jorgo Papingji            |

### Finale
The final of Festivali i Këngës 48 werd gehouden op 27 December. De 18 "Big Group" liedjes en de 2 "Youth Group" gewafalificeerde traden nog een keer op, een zevenkoppige jury koos de winnaar. De winnaar was Juliana Pasha met het lied "Nuk mundem pa ty".
| Startplaats | Artiest                       | Lied                        | Composer                                  | Punten | Plaats |
| ----------- | ----------------------------- | --------------------------- | ----------------------------------------- | ------ | ------ |
| 1           | Pirro Çako                    | "Një tjetër jetë"           | Pirro Çako, Ardit Gjebrea                 | 106    | 4      |
| 2           | Erga Halilaj                  | "Party"                     | Dorian Nini, Adrian Nini                  | 66     | 12     |
| 3           | Denisa Macaj                  | "Aria"                      | Adrian Hila, Pandi Laço                   | 92     | 7      |
| 4           | Rovena Dilo                   | "Përtej kohës"              | Rovena Dilo                               | 69     | 10     |
| 5           | Dorina Garuci                 | "Sekreti i dashurisë"       | Klodian Qafoku, Arben Duka                | 78     | 8      |
| 6           | Anjeza Shahini                | "Në pasqyrë"                | Sokol Marsi, Sokol Marsi & Jorgo Papingji | 118    | 2      |
| 7           | Erti Hizmo & Lindita Halimi   | "Nuk të dorëzohem"          | Gent Myftaraj, Pandi Laço                 | 66     | 12     |
| 8           | Juliana Pasha                 | "Nuk mundem pa ty"          | Ardit Gjebrea & Pirro Çako                | 133    | 1      |
| 9           | Guximtar Rushani              | "Gëzuar"                    | Agim Poshka, Olsa Maze                    | 43     | 17     |
| 10          | Kejsi Tola                    | "Ndonjëherë"                | Voltan Prodani, Timo Flloko               | 58     | 15     |
| 11          | Teuta Kurti                   | "Mall i pashuar"            | Faton Dolaku, Pleurat Kurti               | 19     | 19     |
| 12          | Flaka Krelani                 | "Le të bëhet çfarë të dojë" | Edmond Zhulali, Jorgo Papingji            | 99     | 5      |
| 13          | Bojken Lako & Banda Adriatica | "Love Love Love"            | Bojken Lako                               | 98     | 6      |
| 14          | Goldi Halili                  | "Tirana Brodway"            | Agim Krajka, Goldi Halili                 | 64     | 14     |
| 15          | Stefi & Endri Prifti          | "U dogja mrekullisht"       | Stefi Prifti, Marina Prifti               | 45     | 16     |
| 16          | Iris Hoxha                    | "Zërin tim ta ndjesh"       | Edmond Rrapi, Ledi Shqiponja              | 67     | 11     |
| 17          | Claudio La Regina             | "Ave Maria"                 | Scaravaglione                             | 17     | 20     |
| 18          | Era Rusi                      | "Fjalë dhe gjunjë"          | Arsen Nasi, Pandi Laço                    | 41     | 18     |
| 19          | Mariza Ikonomi                | "La, la, la"                | Mariza Ikonomi                            | 76     | 9      |
| 20          | Kamela Islami                 | "Gjëra të thjeshta"         | Kristi Popa, Florion Zyko                 | 116    | 3      |

## In Oslo

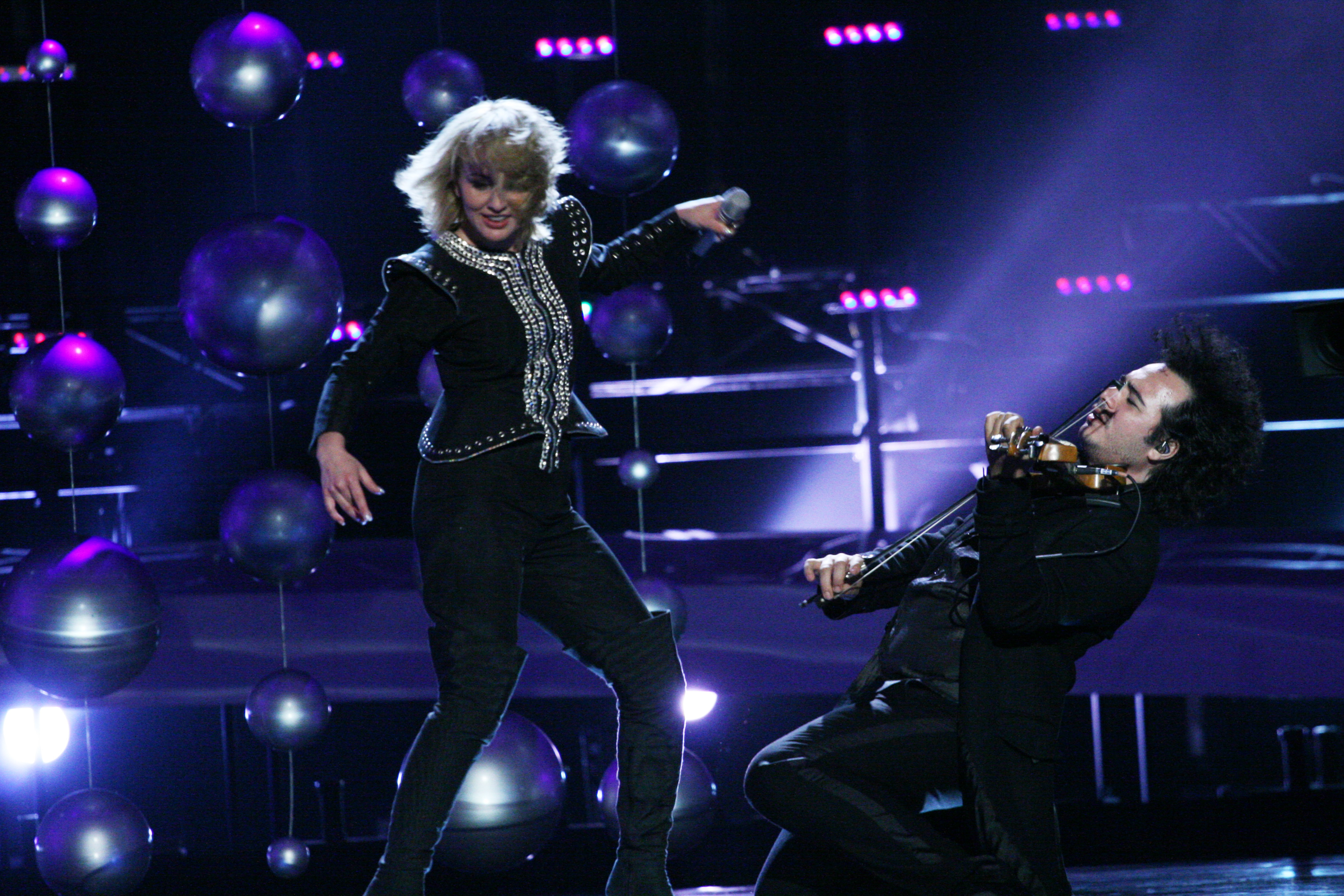
Juliana Pasha zingt It's all about you op het Eurovisiesongfestival

Albanië trad aan in de eerste halve finale op 25 mei. Juliana zong haar lied Nuk mundem pa ty in Engels op het festival. It's all about you kreeg genoeg punten om door te gaan naar de finale. In de finale trad Pasha op als 15de. Nadat alle stemmen waren geteld, eindigde Pasha als 16de met 62 punten.

### Gekregen punten

#### Halve finale 1
| 12 punten                       | 10 punten                  | 8 punten | 7 punten                | 6 punten |
| ------------------------------- | -------------------------- | -------- | ----------------------- | -------- |
| - Griekenland - Noord-Macedonië | - IJsland                  | - België | - Bosnië en Herzegovina | - Malta  |
| 5 punten                        | 4 punten                   | 3 punten | 2 punten                | 1 punt   |
| - Duitsland                     | - Finland - Polen - Spanje |          | - Servië - Frankrijk    |          |

#### Finale
| 12 punten                         | 10 punten     | 8 punten      | 7 punten            | 6 punten                                     |
| --------------------------------- | ------------- | ------------- | ------------------- | -------------------------------------------- |
| - Noord-Macedonië                 | - Griekenland | - Zwitserland | - Turkije - IJsland |                                              |
| 5 punten                          | 4 punten      | 3 punten      | 2 punten            | 1 punt                                       |
| - Bosnië en Herzegovina - Kroatië |               | - België      | - Polen             | - Verenigd Koninkrijk - Roemenië - Duitsland |

### Punten gegeven door Albanië

#### Halve finale 1
Punten gegeven in de eerste halve finale:
| 12 punten | Noord-Macedonië       |
| 10 punten | Griekenland           |
| 8 punten  | IJsland               |
| 7 punten  | Bosnië en Herzegovina |
| 6 punten  | Polen                 |
| 5 punten  | Portugal              |
| 4 punten  | België                |
| 3 punten  | Servië                |
| 2 punten  | Malta                 |
| 1 punt    | Estland               |

#### Finale
Punten gegeven in de finale:
| 12 punten | Griekenland           |
| 10 punten | Duitsland             |
| 8 punten  | Turkije               |
| 7 punten  | Spanje                |
| 6 punten  | Bosnië en Herzegovina |
| 5 punten  | Roemenië              |
| 4 punten  | Israël                |
| 3 punten  | Servië                |
| 2 punten  | Denemarken            |
| 1 punt    | Verenigd Koninkrijk   |